# Ceratostema amplexicaule
Ceratostema amplexicaule är en ljungväxtart som beskrevs av A. C. Smith. Ceratostema amplexicaule ingår i släktet Ceratostema och familjen ljungväxter. Inga underarter finns listade i Catalogue of Life.